# Ionel Ardelean
Ionel Ardelean (n. 14 ianuarie 1945) a fost un deputat român în legislatura 1990-1992, ales în județul Prahova pe listele partidului FSN. Ionel Ardelean l-a înlocuit pe deputatul Victor Hălmăjan, după ce acesta a demisionat la data de 27 septembrie 1990. În cadrul activității sale parlamentare, Ionel Ardelean a fost membru în grupurile parlamentare de prietenie cu Republica Italiană, Republica Venezuela, Republica Bulgaria, Regatul Unit al Marii Britanii și Irlandei de Nord, Republica Coreea, Ungaria, Australia, Canada și Regatul Thailanda.